# Giuseppe Bonno
Giuseppe Bonno (29 de gener de 1711 - 15 d'abril de 1788) va ser un compositor austríac d'origen italià.
Va néixer a Viena i va estudiar música a Nàpols amb Francesco Durante i Leonardo Leo. Més tard es va traslladar de nou a Viena per convertir-se en el compositor de la cort, i treballà com a mestre de capella del príncep de Saxònia-Hildburghausen en els anys 1750 i 1760. Va morir a Viena, on els últims anys es dedicava a l'ensenyança del cant tenint entre altres alumnes la soprano Therese Teyber.
Les obres de Bonno obres són pràcticament desconegudes avui en dia, però era una figura prominent en la vida musical de Viena en la seva època i les seves obres es representaven sovint. La majoria de les seves peces són vocals, incloent oratoris, misses i altres obres sacres, i òperes que van incloure algunes col·laboracions amb Metastasio.

## Obres
- Nigella e Nise (1732 Nàpols)
- L'amore insuperabile (26.7.1736 Viena, Burgtheater)
- Trajano (1.10.1736 Viena Burgtheater)
- La gara del genio con Giunone (13.5.1737 Laxenburg)
- Alessandro Severo (1.10.1737 Viena, Burgtheater)
- La generosità di Artaserse (4.11.1737 Viena, Burgtheater)
- La pace richiamata (26.7.1738 Viena, Burgtheater)
- La pietà di Numa (1.10.1738 Viena, Burgtheater)
- La vera nobilità (26.7.1739 Viena, Burgtheater)
- Il natale di Numa Pompilio (1.10.1739 Viena, Burgtheater)
- Il nume d'Atene (19.11.1739 Viena, Burgtheater)
- La generosa Spartana (13.5.1740 Laxenburg)
- Il natale di Giove (1.10.1740 Viena, Teatro della Favorita)
- Catone in Utica (1742 Viena, Burgtheater) [et al.]
- Il vero omaggio (13.3.1743 Viena, Schönbrunn Schlosstheater)
- Danae (1744; np?) [perduda]
- Ezio (1749; np?) [perduda]
- L'Armida placata (8.10.1750 Viena, Burgtheater) [et al.]
- Il re pastore (27.10.1751 Viena, Schönbrunn Schlosstheater)
- L'eroe cinese (13.5.1752 Viena, Schönbrunn Schlosstheater)
- L'isola disabitata (23.9.1754 Viena, Burgtheater)
- Didone abbandonata (1752; np?) [perduda]
- Colloquio amoroso fra Piramo e Tisbe (c.1757)
- Complimento (1761) [perduda]
- L'Atenaide ovvero Gli affetti più generosi (1762; np?)
- Il sogno di Scipione (1763; np?)
- Amor prigioniero (np?)
- Dialogo per musica fra Diana e Amore (np?)